# 朗久事件

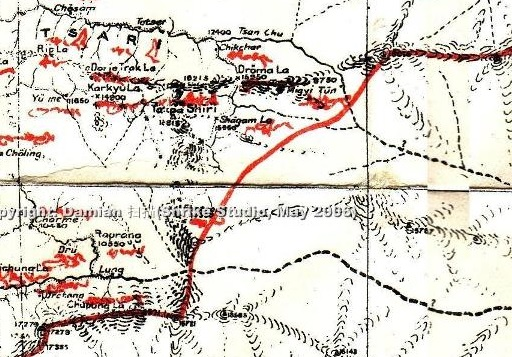
朗久附近的麦克马洪线

|  |

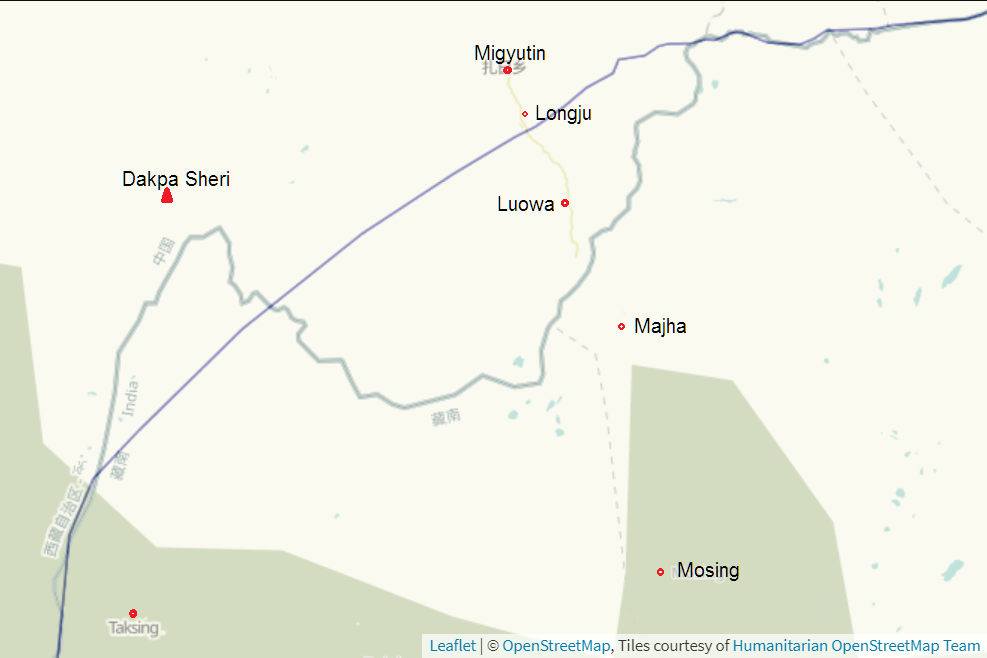
美国Office of the Geographer绘制的边界近似于 1914 年的麦克马洪线为蓝色。 OpenStreetMap绘制的2020年的中印边境实际控制线为绿色。

朗久事件，是1959年8月发生于中国与印度之间的边境武装冲突。朗久（28°38′26″N 93°22′53″E / 28.6405°N 93.3814°E），现属于西藏自治区山南市隆子县扎日乡，位于马及墩以南大约2公里的扎日曲下游扎日沟中。冲突后，解放军边防部队推进至形琼普张3197前哨（28°34′51″N 93°24′41″E / 28.58083°N 93.41139°E），印军退守至马加（Maja 28°33′40″N 93°25′41″E / 28.56111°N 93.42806°E）哨所。2020年，中国在争议领土附近的这个位置建造了一个珞瓦新村（28°36′20″N 93°24′05″E / 28.60556°N 93.40139°E）。

## 背景
1959年3月，西藏自治区发生叛乱起，中共中央就认为，美国、英国和印度介入了这次叛乱，尤其是印度在美英的支持和鼓励下，扮演了特别积极的角色。4月初，毛泽东建议发动一场宣传攻势，揭露印度介入西藏叛乱，支持达赖集团的行动。当时恰逢赫鲁晓夫领导的苏联与中国开始交恶，在此事上苏联也倾向于支持印度。

## 过程
1959年，印度开始大量向中印边界东段地区增兵。1959年8月，印军在中印边界东段的兵力已经由1958年年底的2000余人增加到4000余人，据点也由25个增加到61个。8月25日，朗久事件爆发，印度军与进驻到马及墩（今扎日乡）的雅列普开展群众工作的中国卫队发生武装冲突，双方战斗约1小时，入侵印军被击毙2名，其余退回。8月26日，印军再次向中国边防部队开枪射击。朗久事件是中印边境的第一次较大的武装冲突，造成局势紧张。
9月8日，中华人民共和国总理周恩来致信尼赫鲁，重申中国采取的一贯立场和主张，并说明朗久事件。信中说：“中国政府一贯主张，中印双方应该考虑历史的背景和当前的时机情况，根据五项原则，有准备有步骤地通过友好协商，全面解决两国边界问题。在此之前，作为临时性的措施，双方应该维持边界已存在的状况，而不宜片面行动，更不应该使用武力改变这种状况，对于一部分争执，还可以通过谈判达成局部性和临时性的协议，以保证边界的安宁，维护两国的友谊。”
但事情并未平息，随后在中印边境的西段再有冲突，即空喀山口事件。